# Composietensteilkopje
Het composietensteilkopje (Cryptocephalus hypochaeridis) is een keversoort uit de familie bladkevers (Chrysomelidae). De wetenschappelijke naam van de soort werd als Chrysomela hypochaeridis in 1758 gepubliceerd door Carl Linnaeus.